# Чемпионат мира по футболу среди женщин 2019 (отборочный турнир, УЕФА)
Отборочный турнир чемпионата мира среди женщин 2019 года в зоне УЕФА — турнир, проходящий с 6 апреля 2017 по 13 ноября 2018 года, цель которого — определить 8 сборных, которые примут участие в финальном турнире чемпионата мира во Франции.
В турнире стартовало 46 сборных. Для сборной Андорры это дебют в матчах чемпионата мира. Сборная Косово впервые принимает участие в официальных международных соревнованиях.

## Формат турнира
Турнир включает в себя три этапа:
- Предварительный раунд — 16 последних по рейтингу команд разбиваются на четыре группы по четыре команды. Турнир в группах проходит в один круг, победители групп и лучшая команда из числа занявших вторые места выходят в квалификационный турнир.
- Квалификационный групповой турнир — 35 команд (30 лучших по рейтингу и 5 команд, прошедших предварительный раунд) разбиваются на семь групп по пять команд. Матчи в группах проходят в два круга. Семь победителей групп напрямую квалифицируются в финальный турнир чемпионата мира. Четыре лучших команды из числа занявших вторые места выходят в раунд плей-офф.
- Плей-офф — четыре команды играют между собой в двухраундовом турнире, победитель плей-офф квалифицируется в финальный турнир чемпионата мира.

### Дополнительные показатели
При равенстве очков у нескольких команд места используются дополнительные показатели в следующем порядке:
1. Очки, набранные в матчах этих команд;
2. Разница мячей в матчах этих команд;
3. Число забитых мячей в матчах этих команд;
4. Число забитых на чужом поле мячей в матчах этих команд;
5. Если после применения первых четырёх критериев у двух или нескольких команд показатели будут всё ещё равны, первые четыре критерия повторно применяются к этим командам, с учётом только матчей между ними. В случае равенства после этой процедуры применяются остальные критерии;
6. Разница мячей;
7. Число забитых мячей;
8. Число забитых на чужом поле мячей;
9. Если показатели двух команд равны после применения критериев с первого по седьмой и они играют между собой в последнем туре, то их положение определяется серией пенальти (не применяется при равенстве показателей более чем у двух команд, а также если это не имеет значения для определения команд, выходящих в следующий раунд);
10. Показатели fair play;
11. Положение команд в рейтинге УЕФА, применявшемся при жеребьёвке турнира.

При определении четырёх лучших команд, занявших вторые места в группах, не учитываются результаты матчей против команд, занявших последние места в группах. Положение команд определяется следующими критериями:
1. Количество набранных очков;
2. Лучшая разница мячей;
3. Большее количество забитых мячей;
4. Количество мячей, забитых на чужом поле;
5. Показатели fair play;
6. Положение команд в рейтинге УЕФА, применявшемся при жеребьёвке турнира.

В раунде плей-офф в случае равного счёта по итогам двух матчей действует правило «гола на чужом поле», применяемое после завершения дополнительного времени матча. Если победитель не определён по итогам дополнительного времени, то пробиваются послематчевые пенальти.

## Участники
Рейтинг команд рассчитывается на основе их выступлений в следующих турнирах:
- Чемпионат Европы 2013 года и отборочный турнир к нему (20%);
- Чемпионат мира 2015 года и отборочный турнир к нему (40%);
- Матчи отборочного турнира чемпионата Европы 2017 года.

Организатор турнира —  Франция (42,355)
| Квалификационный раунд | Квалификационный раунд | Предварительный раунд |
| --- | --- | --- |
| - Германия (42,957) - Англия (39,880) - Норвегия (39,161) - Швеция (38,036) - Испания (37,655) - Швейцария (36,629) - Италия (34,775) - Нидерланды (34,642) - Исландия (34,141) - Шотландия (33,632) - Дания (32,915) - Австрия (31,882) - Бельгия (31,213) - Россия (30,367) - Финляндия (29,815) | - Украина (28,579) - Уэльс (25,807) - Румыния (25,602) - Польша (24,832) - Чехия (23,874) - Ирландия (23,669) - Португалия (22,860) - Сербия (21,579) - Венгрия (20,362) - Босния и Герцеговина (19,546) - Беларусь (19,434) - Словакия (18,104) - Словения (17,224) - Северная Ирландия (17,051) - Хорватия (16,266) | - Турция (15,656) - Израиль (14,641) - Греция (13,961) - Казахстан (13,350) - Эстония (11,151) - Албания (9,121) - Фарерские острова (8,020) - Молдова (7,910) - Мальта (7,208) - Черногория (7,191) - Грузия (6,316) - Литва (4,818) - Латвия (4,584) - Люксембург (4,109) - Андорра (1,793) - Косово (—) |

- Жирным выделены команды, вышедшие в финальный турнир

## Предварительный раунд
| Условные цветовые обозначения              |
| ------------------------------------------ |
| Сборная проходит в квалификационный турнир |
| Сборная не вышла из группы                 |

Жеребьёвка предварительного раунда состоялась 19 января 2017 года в штаб-квартире УЕФА в Ньоне, Швейцария. При жеребьёвке команды были разбиты на четыре корзины по четыре команды в соответствии с рейтингом.

#### Группа 1
| М | Команда   | И | В | Н | П | Мячи  | ±  | О |
| - | --------- | - | - | - | - | ----- | -- | - |
| 1 | Казахстан | 3 | 2 | 1 | 0 | 4 − 2 | +2 | 7 |
| 2 | Латвия    | 3 | 1 | 2 | 0 | 7 − 3 | +4 | 5 |
| 3 | Грузия    | 3 | 1 | 1 | 1 | 3 − 3 | 0  | 4 |
| 4 | Эстония   | 3 | 0 | 0 | 3 | 1 − 7 | −6 | 0 |

И — игры, В — выигрыши, Н — ничьи, П — проигрыши, Мячи — забитые и пропущенные голы, ± — разница голов, О — очки

#### Группа 2
| М | Команда | И | В | Н | П | Мячи   | ±  | О |
| - | ------- | - | - | - | - | ------ | -- | - |
| 1 | Албания | 3 | 2 | 1 | 0 | 5 − 3  | +2 | 7 |
| 2 | Греция  | 3 | 2 | 0 | 1 | 8 − 2  | +6 | 6 |
| 3 | Мальта  | 3 | 1 | 1 | 1 | 3 − 2  | +1 | 4 |
| 4 | Косово  | 3 | 0 | 0 | 3 | 3 − 12 | −9 | 0 |

И — игры, В — выигрыши, Н — ничьи, П — проигрыши, Мячи — забитые и пропущенные голы, ± — разница голов, О — очки

#### Группа 3
| М | Команда | И | В | Н | П | Мячи   | ±   | О |
| - | ------- | - | - | - | - | ------ | --- | - |
| 1 | Израиль | 3 | 2 | 1 | 0 | 9 − 0  | +9  | 7 |
| 2 | Молдова | 3 | 2 | 1 | 0 | 6 − 0  | +6  | 7 |
| 3 | Литва   | 3 | 1 | 0 | 2 | 2 − 4  | −2  | 3 |
| 4 | Андорра | 3 | 0 | 0 | 3 | 0 − 13 | −13 | 0 |

И — игры, В — выигрыши, Н — ничьи, П — проигрыши, Мячи — забитые и пропущенные голы, ± — разница голов, О — очки

#### Группа 4
| М | Команда           | И | В | Н | П | Мячи   | ±   | О |
| - | ----------------- | - | - | - | - | ------ | --- | - |
| 1 | Фарерские острова | 3 | 3 | 0 | 0 | 9 − 3  | +6  | 9 |
| 2 | Турция            | 3 | 2 | 0 | 1 | 13 − 3 | +10 | 6 |
| 3 | Черногория        | 3 | 1 | 0 | 2 | 8 − 6  | +2  | 3 |
| 4 | Люксембург        | 3 | 0 | 0 | 3 | 3 − 21 | −18 | 0 |

И — игры, В — выигрыши, Н — ничьи, П — проигрыши, Мячи — забитые и пропущенные голы, ± — разница голов, О — очки

### Сравнение команд, занявших вторые места в группах
Лучшая команда квалифицируется в квалификационный раунд отборочного турнира.
| М | Команда | И | В | Н | П | Мячи  | ±  | О |
| - | ------- | - | - | - | - | ----- | -- | - |
| 1 | Молдова | 2 | 1 | 1 | 0 | 2 − 0 | +2 | 4 |
| 2 | Турция  | 2 | 1 | 0 | 1 | 4 − 2 | +2 | 3 |
| 3 | Греция  | 2 | 1 | 0 | 1 | 2 − 2 | 0  | 3 |
| 4 | Латвия  | 2 | 0 | 2 | 0 | 3 − 3 | 0  | 2 |

И — игры, В — выигрыши, Н — ничьи, П — проигрыши, Мячи — забитые и пропущенные голы, ± — разница голов, О — очки

## Квалификационный турнир
| Условные цветовые обозначения                          |
| ------------------------------------------------------ |
| Сборная выходит в финальную часть чемпионата мира 2019 |
| Сборная вышла в раунд плей-офф                         |
| Сборная завершила соревнование                         |

Жеребьёвка квалификационного турнира состоялась 25 апреля 2017 года в штаб-квартире УЕФА в Ньоне, Швейцария. Команды были разбиты на пять корзин по семь команд в соответствии с рейтингом. Из-за сложной политической обстановки сборные России и Украины при жеребьёвке не могли попасть в одну группу.

### Группа 1
| М | Команда              | И | В | Н | П | Мячи    | ±   | О  |
| - | -------------------- | - | - | - | - | ------- | --- | -- |
| 1 | Англия               | 8 | 7 | 1 | 0 | 29 − 1  | +28 | 22 |
| 2 | Уэльс                | 8 | 5 | 2 | 1 | 7 − 3   | +4  | 17 |
| 3 | Россия               | 8 | 4 | 1 | 3 | 16 − 13 | +3  | 13 |
| 4 | Босния и Герцеговина | 8 | 1 | 0 | 7 | 3 − 19  | −16 | 3  |
| 5 | Казахстан            | 8 | 1 | 0 | 7 | 2 − 21  | −19 | 3  |

И — игры, В — выигрыши, Н — ничьи, П — проигрыши, Мячи — забитые и пропущенные голы, ± — разница голов, О — очки

Статистика взята с источника

### Группа 2
| М | Команда   | И | В | Н | П | Мячи    | ±   | О  |
| - | --------- | - | - | - | - | ------- | --- | -- |
| 1 | Шотландия | 8 | 7 | 0 | 1 | 19 − 7  | +12 | 21 |
| 2 | Швейцария | 8 | 6 | 1 | 1 | 21 − 5  | +16 | 19 |
| 3 | Польша    | 8 | 3 | 2 | 3 | 16 − 12 | +4  | 11 |
| 4 | Албания   | 8 | 1 | 1 | 6 | 6 − 22  | −16 | 4  |
| 5 | Беларусь  | 8 | 1 | 0 | 7 | 5 − 21  | −16 | 3  |

И — игры, В — выигрыши, Н — ничьи, П — проигрыши, Мячи — забитые и пропущенные голы, ± — разница голов, О — очки

Статистика взята с источника

### Группа 3
| М | Команда           | И | В | Н | П | Мячи   | ±   | О  |
| - | ----------------- | - | - | - | - | ------ | --- | -- |
| 1 | Норвегия          | 8 | 7 | 0 | 1 | 22 − 4 | +18 | 21 |
| 2 | Нидерланды        | 8 | 6 | 1 | 1 | 22 − 2 | +20 | 19 |
| 3 | Ирландия          | 8 | 4 | 1 | 3 | 10 − 6 | +4  | 13 |
| 4 | Северная Ирландия | 8 | 1 | 0 | 7 | 4 − 27 | −23 | 3  |
| 5 | Словакия          | 8 | 1 | 0 | 7 | 4 − 23 | −19 | 3  |

И — игры, В — выигрыши, Н — ничьи, П — проигрыши, Мячи — забитые и пропущенные голы, ± — разница голов, О — очки

Статистика взята с источника

### Группа 4
| М | Команда  | И | В | Н | П | Мячи   | ±   | О  |
| - | -------- | - | - | - | - | ------ | --- | -- |
| 1 | Швеция   | 8 | 7 | 0 | 1 | 22 − 2 | +20 | 21 |
| 2 | Дания    | 8 | 5 | 1 | 2 | 22 − 8 | +14 | 16 |
| 3 | Украина  | 8 | 4 | 1 | 3 | 9 − 10 | −1  | 13 |
| 4 | Венгрия  | 8 | 1 | 1 | 6 | 8 − 26 | −18 | 4  |
| 5 | Хорватия | 8 | 0 | 3 | 5 | 5 − 20 | −15 | 3  |

И — игры, В — выигрыши, Н — ничьи, П — проигрыши, Мячи — забитые и пропущенные голы, ± — разница голов, О — очки

Статистика взята с источника

### Группа 5
| М | Команда           | И | В | Н | П | Мячи   | ±   | О  |
| - | ----------------- | - | - | - | - | ------ | --- | -- |
| 1 | Германия          | 8 | 7 | 0 | 1 | 38 − 3 | +35 | 21 |
| 2 | Исландия          | 8 | 5 | 2 | 1 | 22 − 6 | +16 | 17 |
| 3 | Чехия             | 8 | 2 | 2 | 4 | 8 − 0  | +8  | 8  |
| 4 | Словения          | 8 | 2 | 0 | 6 | 9 − 20 | −11 | 6  |
| 5 | Фарерские острова | 8 | 0 | 0 | 8 | 1 − 53 | −52 | 0  |

И — игры, В — выигрыши, Н — ничьи, П — проигрыши, Мячи — забитые и пропущенные голы, ± — разница голов, О — очки

Статистика взята с источника

### Группа 6
| М | Команда    | И | В | Н | П | Мячи   | ±   | О  |
| - | ---------- | - | - | - | - | ------ | --- | -- |
| 1 | Италия     | 8 | 7 | 0 | 1 | 19 − 4 | +15 | 21 |
| 2 | Бельгия    | 8 | 6 | 1 | 1 | 28 − 6 | +22 | 19 |
| 3 | Португалия | 8 | 3 | 2 | 3 | 22 − 8 | +14 | 11 |
| 4 | Румыния    | 8 | 1 | 2 | 5 | 7 − 15 | −8  | 5  |
| 5 | Молдова    | 8 | 0 | 1 | 7 | 2 − 45 | −43 | 1  |

И — игры, В — выигрыши, Н — ничьи, П — проигрыши, Мячи — забитые и пропущенные голы, ± — разница голов, О — очки

Статистика взята с источника

### Группа 7
| М | Команда   | И | В | Н | П | Мячи   | ±   | О  |
| - | --------- | - | - | - | - | ------ | --- | -- |
| 1 | Испания   | 8 | 8 | 0 | 0 | 25 − 2 | +23 | 24 |
| 2 | Австрия   | 8 | 5 | 1 | 2 | 19 − 7 | +12 | 16 |
| 3 | Финляндия | 8 | 3 | 1 | 4 | 9 − 13 | −4  | 10 |
| 4 | Сербия    | 8 | 2 | 1 | 5 | 5 − 13 | −8  | 7  |
| 5 | Израиль   | 8 | 0 | 1 | 7 | 0 − 23 | −23 | 1  |

И — игры, В — выигрыши, Н — ничьи, П — проигрыши, Мячи — забитые и пропущенные голы, ± — разница голов, О — очки

Статистика взята с источника

### Сравнение команд, занявших вторые места в группах
Четыре лучших команды квалифицируются в раунд плей-офф. Для определения четверки лучших команд отборочного этапа к Чемпионату мира, занявших вторые места в своих группах, не будут учитываться результаты с командами, занявшими последние места в группах.
| М | Команда    | И | В | Н | П | Мячи   | ±   | О  |
| - | ---------- | - | - | - | - | ------ | --- | -- |
| 1 | Нидерланды | 6 | 4 | 1 | 1 | 16 − 2 | +14 | 13 |
| 2 | Швейцария  | 6 | 4 | 1 | 1 | 13 − 5 | +8  | 13 |
| 3 | Бельгия    | 6 | 4 | 1 | 1 | 9 − 6  | +3  | 13 |
| 4 | Дания      | 6 | 4 | 0 | 2 | 17 − 7 | +10 | 12 |
| 5 | Исландия   | 6 | 3 | 2 | 1 | 9 − 6  | +3  | 11 |
| 6 | Уэльс      | 6 | 3 | 2 | 1 | 5 − 3  | +2  | 11 |
| 7 | Австрия    | 6 | 3 | 1 | 2 | 11 − 7 | +4  | 10 |

И — игры, В — выигрыши, Н — ничьи, П — проигрыши, Мячи — забитые и пропущенные голы, ± — разница голов, О — очки

## Стыковые матчи

### Полуфинал
| Команда 1  | Итог | Команда 2 | 1-й матч | 2-й матч |
| ---------- | ---- | --------- | -------- | -------- |
| Нидерланды | 4:1  | Дания     | 2:0      | 2:1      |
| Бельгия    | 3:3  | Швейцария | 2:2      | 1:1      |

| Нидерланды                                       | 2:0  | Дания |
| ------------------------------------------------ | ---- | ----- |
| - Линет Беренстейн 21′ - Шэнис ван де Санден 42′ | УЕФА |       |

| Дания                   | 1:2  | Нидерланды                   |
| ----------------------- | ---- | ---------------------------- |
| - Надия Надим 5′ (пен.) | УЕФА | - Линет Беренстейн 7′, 90+2′ |

Нидерланды победили со счётом 4:1 по сумме двух матчей.
| Бельгия                              | 2:2  | Швейцария               |
| ------------------------------------ | ---- | ----------------------- |
| - Янис Кайман 5′ - Лаура де Неве 60′ | УЕФА | - Алиша Леманн 55′, 87′ |

| Швейцария                | 1:1  | Бельгия             |
| ------------------------ | ---- | ------------------- |
| - Жеральдин Ройтелер 23′ | УЕФА | - Тин де Каиньи 77′ |

Счёт по сумме двух матчей 3:3. Швейцария победила по правилу выездного гола.

### Финал
| Команда 1  | Итог | Команда 2 | 1-й матч | 2-й матч |
| ---------- | ---- | --------- | -------- | -------- |
| Нидерланды | 4:1  | Швейцария | 3:0      | 1:1      |

| Нидерланды                                                 | 3:0  | Швейцария |
| ---------------------------------------------------------- | ---- | --------- |
| - Шерида Спице 49′ - Лике Мартенс 71′ - Вивианн Мидема 80′ | УЕФА |           |

| Швейцария       | 1:1  | Нидерланды           |
| --------------- | ---- | -------------------- |
| - Кумба Соу 71′ | УЕФА | - Вивианн Мидема 52′ |

Нидерланды победили со счётом 4:1 по сумме двух матчей.

## Квалифицировавшиеся команды
| Команда    | Метод квалификации             | Дата квалификации | Участие в финалах | Последнее участие | Лучший результат      | Рейтинг |
| ---------- | ------------------------------ | ----------------- | ----------------- | ----------------- | --------------------- | ------- |
| Франция    | Страна-организатор             | 19 марта 2015     | 3                 | 2015              | 4-е место (2011)      | 4       |
| Испания    | 1-е место в группе 7 зоны УЕФА | 8 июня 2018       | 2                 | 2015              | Групповой этап (2015) | 12      |
| Италия     | 1-е место в группе 6 зоны УЕФА | 8 июня 2018       | 3                 | 1999              | Четвертьфинал (1991)  | 17      |
| Англия     | 1-е место в группе 1 зоны УЕФА | 31 августа 2018   | 5                 | 2015              | Третье место (2015)   | 3       |
| Шотландия  | 1-е место в группе 2 зоны УЕФА | 4 сентября 2018   | 1                 | —                 | дебют                 | 19      |
| Норвегия   | 1-е место в группе 3 зоны УЕФА | 4 сентября 2018   | 8                 | 2015              | Чемпион (1995)        | 13      |
| Швеция     | 1-е место в группе 4 зоны УЕФА | 4 сентября 2018   | 8                 | 2015              | Финалист (2003)       | 9       |
| Германия   | 1-е место в группе 5 зоны УЕФА | 4 сентября 2018   | 8                 | 2015              | Чемпион (2003, 2007)  | 2       |
| Нидерланды | победитель плей-офф зоны УЕФА  | 13 ноября 2018    | 2                 | 2015              |                       |         |